# Château-bas de Sedan
Le château-bas de Sedan, appelé encore château des Princes, ou Palais des Princes, est un château situé en contrebas du château de Sedan, en France.
Cette construction a été édifiée à l'apogée de la principauté de Sedan (début de la construction en 1611), trente et un ans avant son annexion par le royaume de France. C'est un exemple intéressant d'architecture du début du XVIIe siècle, avec cette particularité d'une façade côté ville différente des façades de la cour intérieure.

## Description
Le style se trouve à la charnière entre l'architecture de la Renaissance française et l'architecture classique.
Une des particularités de ce bâtiment en T est constitué par le jeu des différences entre ses deux façades.
Sous de hautes toitures, le décor de la façade côté cour est constitué de pilastres jumelés, de fenêtres assez hautes, à petits carreaux, et de lucarnes. Ces lucarnes sont surmontées d'un fronton de forme triangulaire ou circulaire, en alternance.
Les pierres sont issues d'une carrière proche.
Côté ville, la façade mêle pierres de taille et blocage crépi. Ses onze travées sont ornées d'un décor de chaînage à bossages vermiculés, de fenêtres à petits carreaux et de lucarnes surmontées d'un vase de pierre. L'aspect général est un peu plus martial, devant s'inscrire sans doute pour l'architecte comme un des bâtiments du château, même s'il n'en a pas du tout l'aspect féodal et s'il s'agit clairement d'un palais, d'une demeure. 
Le grand portail évoque d'ailleurs une porte de ville. L'édifice était à l'origine sur un talus entouré de fossés, le portail étant muni d'un pont-levis et constituant le point d'entrée de l'ensemble du château, avant de franchir un nouveau pont et d'accéder au grand châtelet. Un bâtiment légèrement en retrait prolonge le corps principal.

## Localisation
Le château-bas est disposé à côté du château de Sedan, légèrement en contrebas. Les deux édifices étaient autrefois reliés par une passerelle. La façade côté ville donne place du château.

## Historique
Le 15 avril 1611, Jean Chardon, maître voyer du prince de Sedan, Henri de La Tour, duc de Bouillon, lance la construction de l'édifice, après avoir détruit ce qui restait de murailles antérieures et de l'ancien quartier du Moulin, basse-cour du château.
Les plans sont l’œuvre de Salomon de Brosse, ce protestant qui deviendra le talentueux architecte de la reine Marie de Médicis. Le duc de Bouillon veut disposer d'une résidence plus conforme aux goûts de l'époque et plus confortable que les appartements princiers au sein du château fort.
Résidence princière de 1614 à 1642, le palais devient, après l'annexion de la principauté par la France, la résidence du gouverneur de la ville. Il est entouré de fossés et muni d'un pont-levis à bascule, enjambant ce fossé. À l'arrière, le T se prolonge d'une halle aux carrosses à l'intérieur d'une cour comprenant aussi des écuries.
À partir de la Révolution, l'ensemble sert de caserne. Le décor intérieur ne survit pas à cet emploi militaire, excepté un escalier aux balustres de bois sculptés et une grande cheminée de pierre de taille dans les sous-sols voûtés.
Les fossés sont comblés en 1878, et le pont-levis démonté. La halle aux carrosses disparaît dans un incendie vers 1880.
L'édifice est classé au titre des monuments historiques en 1952 et inscrit en 2003.

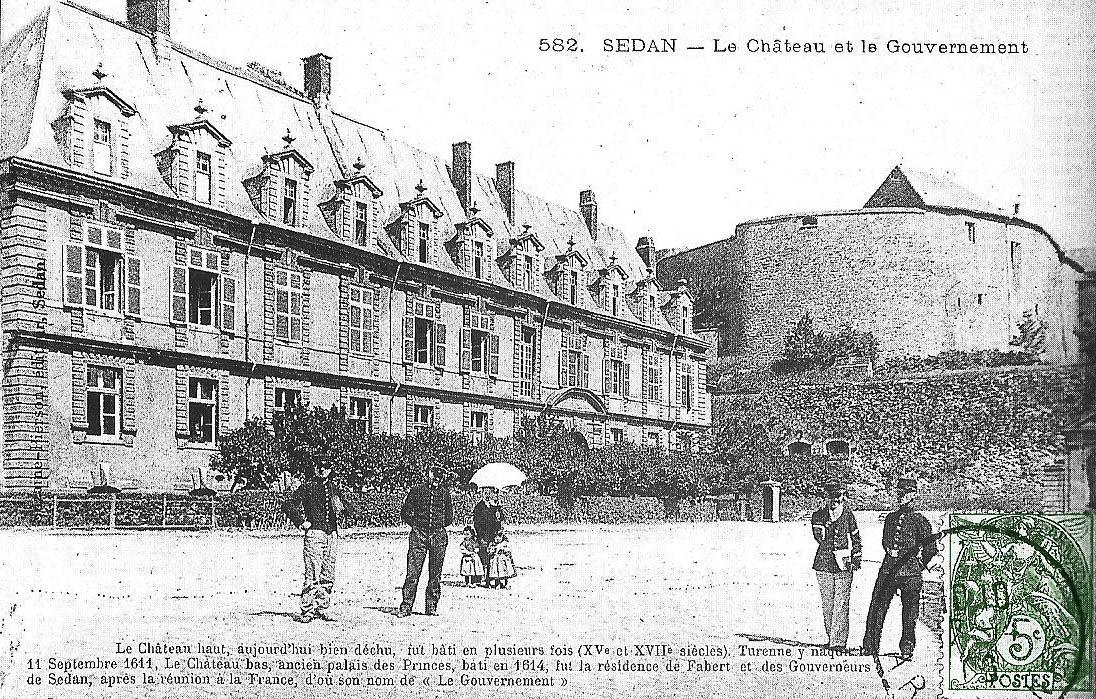
Le château au début XXe siècle.
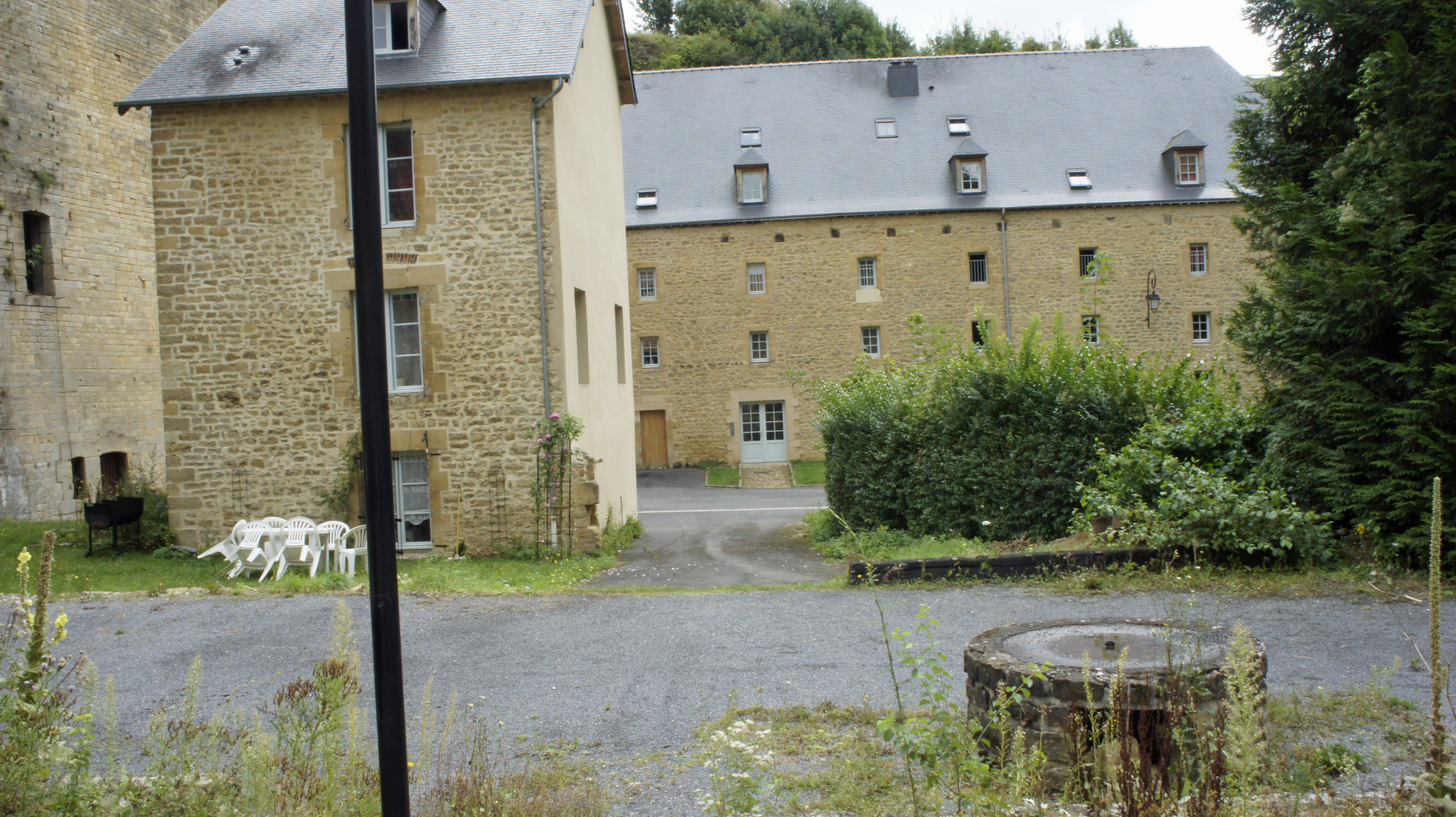
Bâtiments contre les remparts.
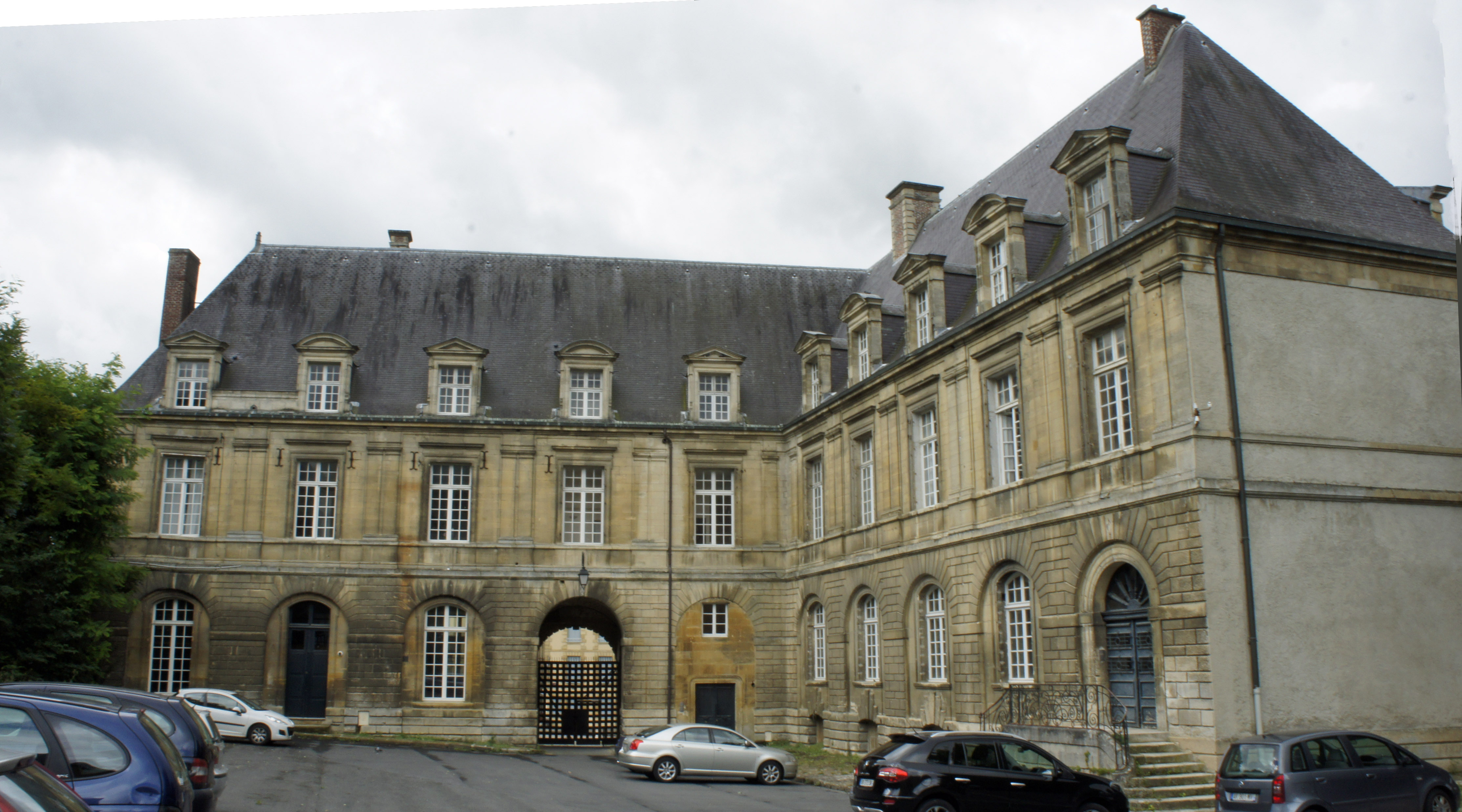
Bâtiments en T.